# Hemipenthes catulinus
Hemipenthes catulinus är en tvåvingeart som först beskrevs av Daniel William Coquillett 1894.  Hemipenthes catulinus ingår i släktet Hemipenthes och familjen svävflugor. Inga underarter finns listade i Catalogue of Life.